# 巴尔奇斯
巴尔奇斯（義大利語：Barcis），是意大利波代诺内省的一个市镇。总面积102平方公里，人口268人，人口密度2.6人/平方公里（2009年）。ISTAT代码为093006。